# Bernard Albert Walkerdine
Bernard Albert Walkerdine (ur. 14 lipca 1898, zm. 1977) – porucznik Royal Flying Corps, brytyjski as myśliwski No. 64 Squadron RAF. 
Bernard Albert Walkerdine urodził się w Mansfield, Nottinghamshire, Wielka Brytania. Walkerdine do RFC został przeniesiony w lipcu 1917 roku, 5 grudnia 1917 roku został przydzielony do No. 64 Squadron RAF. 
Pierwsze zwycięstwo powietrzne odniósł 3 maja 1918 roku. Było to zwycięstwo nad samolotem typu C.  16 maja w okolicach Brebières Walkerdine zestrzelił dwa samoloty Albatros D.V. 28 maja 1918 odniósł swoje piąte, dające tytuł asa, zwycięstwo. Pilotując samolot SE 5A w okolicach Moreuil zestrzelił niemiecki samolot Pfalz D.III. 15 lipca 1918 roku Walkerdine został ranny w czasie wypadku lotniczego. 
W okresie międzywojennym był zawodnikiem krykieta. Występował w drużynie Nottinghamshire Second XI i brał udział w (Minor Counties Championship: 1925-1927).